# Gaggiano
Gaggiano – miejscowość i gmina we Włoszech, w regionie Lombardia, w prowincji Mediolan.
Według danych na rok 2004 gminę zamieszkiwało 8105 osób, 311,7 os./km².

## Współpraca
- Albertirsa, Węgry